# Socialdemokratiska Studentförbundet
Socialdemokratiska studentförbundet (s-studenter) blev etableret i 1990. Det er en svensk studenterorganisation, tilknyttet Socialdemokraterna. Organisationen har omkring 1000 medlemmer fordelt på 20 foreninger og grupper. Medlemmerne er studerende ved universitetet, højskoler og folkehøjskoler.
S-studenter kan sammenlignes med Frit Forum i Danmark. S-studenter er organiseret i afdelinger – kaldet Klubbar – i de større svenske byer. De har et centralt koordination under SSU, den svenske pendant til DSU.

## Historie
Allerede i 1931 blev forgængeren Sveriges socialdemokratiska studentförbund etableret. Efter storhedstiden i 1950erne og 60erne, blev Sveriges socialdemokratiska studentförbund ligesom Frit Forum ramt af studenteroprøret i 1968 og radikaliseringen blandt de studerende. Organisationens afdelinger orienterede sig i stedet mod kommunismen, og brød op. I 1970 nedlagde man organisationen, og de resterende foreninger blev underlagt SSU.
Indtil 1990 forblev afdelingerne under SSU, under navnet Sveriges socialdemokratiska högskoleföreningar, men i 1990 genstartedes det socialdemokratiske studenterforbund.
Organisationen udgiver tidsskriftet Libertas ("Frihed").

## Klubbar
| Navn                                                  | By                                    | Grundlagt | Website                                        |
| ----------------------------------------------------- | ------------------------------------- | --------- | ---------------------------------------------- |
| Borås studentklubb (Borås arbetare- och studentklubb) | Borås                                 | 2003      | Arkiveret 17. oktober 2007 hos Wayback Machine |
| Cogitemus                                             | Karlstad                              |           |                                                |
| Demos                                                 | Växjö                                 |           |                                                |
| GSHF (Göteborgs Socialdemokratiska högskoleförening)  | Göteborg                              | 1937      | (Webside ikke længere tilgængelig)             |
| Mdh:s Socialdemokratiska Studentklubb                 | Eskilstuna                            |           | (Webside ikke længere tilgængelig)             |
| HSSK (Halmstads socialdemokratiska studentklubb)      | Halmstad                              |           |                                                |
| Jönköpings studentklubb                               | Jönköping                             |           |                                                |
| KaSSK (Kalmar socialdemokratiska studentklubb)        | Kalmar                                |           | (Webside ikke længere tilgængelig)             |
| Laboremus                                             | Uppsala                               | 1902      | Arkiveret 14. juni 2011 hos Wayback Machine    |
| LSSK (Lunds socialdemokratiska studentklubb)          | Lund                                  | 1934      | Arkiveret 17. april 2008 hos Wayback Machine   |
| Långholmsklubben                                      | Långholmens folkhögskola, Stockholm   |           |                                                |
| Sapere Aude                                           | Södertörns högskola, Huddinge/Haninge |           |                                                |
| SEK (Socialdemokratiska ekonomklubben)                | Handelshögskolan, Stockholm           | 1989      |                                                |
| SSK (Socialdemokratiska studentklubben i Stockholm)   | Stockholm                             | 1925      | Arkiveret 13. januar 2008 hos Wayback Machine  |
| ÖSSK (Örebros Socialdemokratiska Studentklubb)        | Örebro                                |           |                                                |
| Societas                                              | Stockholms län                        |           | Arkiveret 24. oktober 2013 hos Wayback Machine |
| Sodalitas                                             | Norrköping                            |           |                                                |
| Spartacus                                             | Linköping                             |           | (Webside ikke længere tilgængelig)             |
| Studentklubben i Skövde                               | Skövde                                |           |                                                |
| (S)tudeoVi                                            | Gotland                               |           |                                                |
| Trollhättans studentklubb                             | Trollhättan/Uddevalla                 |           |                                                |
| Unikum                                                | Luleå                                 |           |                                                |
| USHF (Umeå Socialdemokratiska högskoleförening)       | Umeå                                  | 1980      | Arkiveret 7. april 2016 hos Wayback Machine    |
| Skånes S-studenter Malmö                              | Malmö                                 |           |                                                |

## Ekstern henvisning
- Socialdemokratiska Studentförbundets hjemmeside
- Socialdemokratiska Studentförbundets historie Arkiveret 19. oktober 2007 hos  Wayback Machine